# نیکولا مانچینو (بازیکن فوتبال)
نیکولا مانچینو (انگلیسی: Nicola Mancino؛ زادهٔ ۸ مارس ۱۹۸۴) بازیکن فوتبال اهل ایتالیا است.
از باشگاه‌هایی که در آن بازی کرده‌است می‌توان به باشگاه فوتبال ناپولی اشاره کرد.